# سیارک ۲۹۶۱
سیارک ۲۹۶۱ (به انگلیسی: 2961 Katsurahama، نامگذاری:1982XA) دو هزار و نهصد و شصت و یکمین سیارک کشف شده‌است که در ۷ دسامبر ۱۹۸۲ کشف شد.
قدر مطلق سیارک برابر ۱۳٫۰۰ است.